# Vilhena
Vilhena es un municipio brasileño del estado de Rondônia. Su población, de acuerdo con el IBGE/2008 es de 98.416 habitantes.
La ciudad es conocida como Portal de la Amazonia por estar situada en el lugar de entrada de la región Amazónica occidental y también se le conoce como Ciudad Clima de la Amazonia por tener una temperatura menor, comparada con otras ciudades de la Región Norte.
El nombre "Vilhena" fue elegido por Cândido Rondon en homenaje al ingeniero jefe maranhense de la Organização Telegráfica Pública, Álvaro Coutinho de Melo Vilhena. Este, en 1908 fue nombrado por el presidente de la República Brasileña, director general de Telégrafos.

## Clima
El clima de Vilhena puede ser clasificado como clima tropical de sabana (Aw), de acuerdo con la clasificación climática de Köppen.

## Historia
La historia de Vilhena tiene algo en común con muchos otros municipios de Rondonia. Su historia comienza a principios del siglo XX, cuando el teniente coronel Cândido Rondon construyó en los campos de Planalto dos Parecis un puesto telegráfico que conectaba varias ciudades entre Cuiabá y Porto Velho, haciendo que aparecieran poblaciones alrededor de los puestos.

### Crecimiento demográfico
En la ciudad se produjo un fuerte incremento de población debido al flujo migratorio de las regiones sudeste y sur tras la construcción de una carretera que comunicaba la región norte con el resto del país, la BR-364, en 1959, y también por el hecho de que la región posee una gran riqueza maderera y por la existencia de un clima saludable.
En 1964 varios inmigrantes de todo el país se vieron atraídos a la región debido a la distribución de tierras de la Unión a los colonos por el IBRA (Instituto Brasileiro de Reforma Agrária) y posteriormente por el INCRA (Instituto Nacional de Colonização e Reforma Agrária).
Después de 1964, llega el 5º BEC (Batalhão de Engenharia e Construção), para conservar el camino y construir la primera iglesia católica.